# Плавучий тыл
Плавучий тыл — постоянное или временное формирование военных кораблей и судов обеспечения, а также — их штабов и органов управления, которое предназначено для материально-технического снабжения действующих соединений ВМФ в море, в районах необорудованного побережья, в пунктах манёвренного базирования и другое.
Плавучий тыл представляет из себя составную часть оперативного и войскового тыла флота, эскадры или флотилии, может включать в себя корабли комплексного снабжения, плавучие технические базы, плавучие судоремонтные мастерские и заводы, ледоколы, плавучие доки, буксиры, причалы, электростанции, склады и другое.
По взглядам современной военной науки, соединения плавучего тыла должны обладать высокой манёвренностью для возможности создаваться, развёртываться или переразвёртываться в составе оперативного объединения (группы, соединения) сил флота в выбранной акватории мирового океана или в нужных районах необорудованного побережья.

## Назначение
Основной задачей формирований плавучего тыла является материальное обеспечение боевых кораблей различными видами вооружения (минным, ракетным, торпедным, артиллерийским и так далее), медицинское обеспечение личного состава, проведение ремонтных работ и тому подобное.
Количественный и качественный состав плавучего тыла определяется характером и масштабом военных действий, количества обслуживаемых сил флота, условий его функционирования, степени насыщенности инфраструктурой морского театра военных действий и тому подобное.
При организации морских десантов из частей плавучего тыла и тыловых подразделений создаются временные формирования под названием базы высадки морского десанта. Их задачами являются:
- тыловое обеспечение действий сил флота в районе высадки;
- обеспечения высадки и действий десантных сил;
- оборудование точек высадки, причалов, укрытий для личного состава;
- оперативная эвакуация раненых и больных,
- обеспечение выгрузки и хранения боеприпасов, горючего и тому подобное.